# Chamlong Srimuang

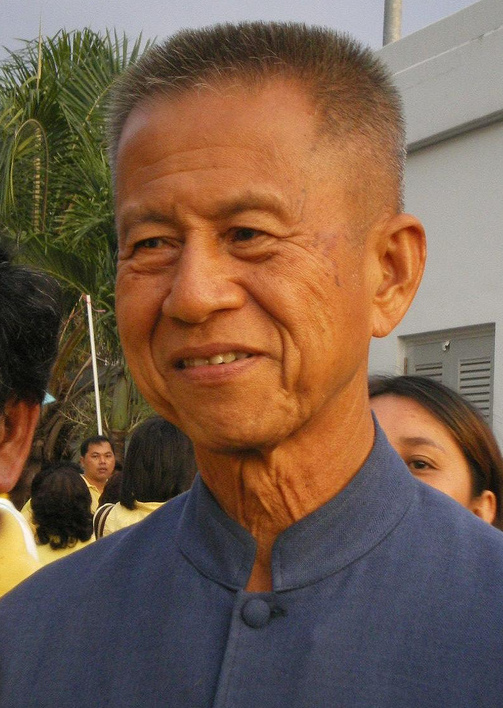

Chamlong Srimuang (Thai: จำลอง ศรีเมือง)(Thonburi, 5 juli 1949) is een Thaise activist en politicus. Hij was de oprichter Phalang Dharma Partij, een politieke partij met boeddhistische ideeën en anti-corruptie, en was ook gouverneur van Bangkok door meer dan 6 jaar, en gedurende deze tijd was uitgevoerd een strijd tegen de militaire opstand van mei 1992.
Is een van de leiders van de People's Alliance for Democracy, een groep te verzetten opgericht om de toenmalige minister-president Thaksin Shinawatra.